# 禅林寺 (岐阜市)
禅林寺（ぜんりんじ）は岐阜県岐阜市の金華山中腹にある十一面観音菩薩を本尊とする臨済宗妙心寺派の寺院で、山号は白華山。美濃新四国7番札所。
山県市伊自良の白華山甘南美寺住職の隠居所として建立された白華庵がその濫觴で、明治22年（1889年）に甘南美寺より山口禅梁が本尊を譲り受け、白華山禅林寺を称するようになる。本堂には本尊の他に弘法大師を祀り、美濃新四国の札所としている。寺への参道はあじさいが多く植えられていることから、あじさい寺の異称がある。また、昆虫研究学者名和靖の位牌が寺に祀られていることでも知られる。